# La valle delle rose selvatiche
La valle delle rose selvatiche (Im Tal der wilden Rosen) è una serie televisiva tedesca. 
Protagoniste degli episodi sono le donne, che, agli inizi dell'800 si avventurano in nuovi territori, lavorando duramente per costruirsi una nuova vita e lottare per la sopravvivenza. Girato in Canada nei pressi delle Montagne Rocciose. La sceneggiatura è di Barbara Engelke.

## Episodi
| Stagione         | Episodi | Prima TV Germania | Prima TV Italia |
| ---------------- | ------- | ----------------- | --------------- |
| Prima stagione   | 3       | 2006              |                 |
| Seconda stagione | 4       | 2007              |                 |
| Terza stagione   | 4       | 2007-2008         |                 |
| Quarta stagione  | 2       | 2008              |                 |